# 과천 문원리사지 석조보살입상
과천 문원리사지 석조보살입상(果川 文原里寺址 石造菩薩立像)은 대한민국 경기도 과천시에 있는 조선시대의 보살 입상이다. 1989년 6월 21일 경기도의 문화재자료 제77호로 지정되었다.

## 개요
정부과천청사 맞은편 과천 보광사 경내에 있다. 높이 1.7미터의 각주형 돌에 전면만을 선각하여 제작되었고, 둥근 얼굴에는 간략히 눈과 코를 새겼으나 입은 보이지 않으며, 목이 없어 몸에 붙은 얼굴 아래로는 굵은 삼도를 표현하였다. 제작수법으로 보아 조선시대 보살상으로 추정된다.

## 같이 보기
- 보광사

## 참고 자료
- 문원리사지석조보살입상 - 국가유산청 국가유산포털
- 문원리사지 석조보살입상[깨진 링크(과거 내용 찾기)] - 경기도 시군별 문화유산
- 문원리 사지 석조보살 입상 - 과천시 문화관광